# Strongylopora pulchella
Strongylopora pulchella är en mossdjursart som först beskrevs av Maplestone 1880.  Strongylopora pulchella ingår i släktet Strongylopora och familjen Catenicellidae. Inga underarter finns listade i Catalogue of Life.